# Bódhidharma
Bódhidharma (szanszkrit: बोधिधर्म; kínai: 菩提达摩; pinjin: Pútídámó; japán: 達磨, Daruma) indiai származású, a katonai bráhmana kasztba tartozó bódhiszattva (buddhává válni szándékozó) legendás buddhista szerzetes volt. A zen buddhizmus 28. indiai és 1. kínai pátriárkája. A 27. indiai pátriárka, Pradnyádhara (Punyatāra) tanítványa, egyben utódja és Huj-ko, a 2. kínai pátriárka tanítómestere.
A Bódhidharmáról szóló leírások közül számos történet népszerű legendává vált. A csan, a seon és a zen hagyományokban ezek a legendák a mai napig is élnek. Egy kínai hagyomány szerint elkezdte a Saolin kolostor szerzeteseinek fizikai kiképzését, amely Saolin kungfu alapjául is szolgál egyben.
A buddhista művészet során Bódhidharmát rosszindulatú, nagy szakállú, szélesre nyitott szemű, nem kínai emberként ábrázolják. Csan szövegekben „a kék szemű barbárként” (碧眼胡 Bìyǎnhú) hivatkoznak rá.

## Neve
| magyarul              | Bódhidharma         |
| szankszrit:           | बोधिधर्म               |
| hagyományos kínai:    | 菩提達摩            |
| egyszerűsített kínai: | 菩提达摩            |
| pinjin:               | Pútídámó            |
| Wade–Giles:           | P'u-t'i-ta-mo       |
| japán:                | 達磨, Daruma        |
| koreai:               | 보리달마, Boridalma |
| vietnámi:             | Bồ-đề-đạt-ma        |

## Nevének jelentése
A bódhi vagy bodhi eredeti jelentése a tudás, amellyel egy buddha rendelkezik a dolgok igaz természetéről. Magyar fordításban a megvilágosodás szó a hagyományosan elfogadott. A szanszkrit dharma szó értelmezése az ősi indiai források szerint a természetes rendet, az erkölcsös viselkedés forrását jelöli.
Bódhidharma eredeti neve Boditara (Bodhitāra) volt, de mestere, Pradnyádhara megváltoztatta. Vezetékneve Ksatrija (a királyok és harcosok osztályába tartozó) lehetett. Idősebb testvérei nevei Vitimiratara (Vitimiratāra) és Punyatara (Punyatāra), amelyből a „tāra” megtartót, megmentőt, védelmezőt jelent.
Bódhidharma nevét továbbá összefüggésbe hozták a Két Bejárat és Négy Gyakorlat tanaival.
Egyes leírásokban Dharma Mesterként tartják számon. A Dharma mesteri cím a dharma tanainak leghozzáértőbb tanítása által érhető el.
Más megnevezése: „A falat néző Brahmin”.

## Élete

### Származása

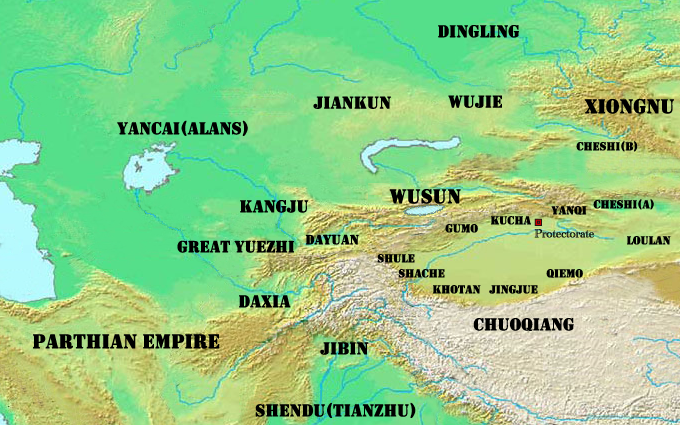
A nyugati régió az első században

Bódhidharmáról csak kevés életrajzi információ áll fenn, a későbbi beszámolók legendákkal és megbízhatatlan részletekkel rétegződtek. Két ismert beszámoló létezik Bódhidharma kortársaitól: a Lojang: buddhista kolostorok feljegyzései (洛陽伽藍記 Luòyáng Qiélánjì) és az Értekezés a hosszú tekercsben: A Két Út és Négy Gyakorlat (二入四行 èrrú sìxíng).
Ezen források egyike szerint Bódhidharma a nyugati régiókból származik, amely Közép-Ázsiára utalnak, de magában foglalhatja az indiai szubkontinenst is. A nyugati régió egy történeti név, amelyet a 3. századi kínai krónikákban használtak egészen a 8. századig. Ez magában foglalta a Jümen-hágótól nyugatra lévő területeket, leggyakrabban Közép-Ázsiát és annak legkeletibb régióit (pl. Altishahr, Tarim-medence vagy Hszincsiang déli része). Időnként a Kína nyugati részén fekvő más régiókat is beleértették, például az indiai szubkontinenst (lásd: Nyugati utazás).
A második forrás állítása szerint Dél-Indiában jött világra, egy indiai király, Simhavarman harmadik fiaként körülbelül i.sz. 470-ben, Káncsipuramban, amelyet az indiai Tamilnádu állam egy régebbi fővárosaként tartottak számon. Káncsipuram a Pallava uralkodócsalád központi városaként szolgált a 4. és a 9. század között.
A későbbi források erre a két forrásra támaszkodnak, további részletekkel kiegészítve azokat, ideértve Bódhidharma bráhmana kasztba tartozásának megerősítését is. A legtöbb információ megegyezik abban, hogy ebben az időszakban a Pallava uralkodócsalád (275–897) volt hatalmon, amelynek tagjai a bráhmana kasztba sorolták magukat és legfőbb uralkodója Simhavarman volt.
Broughton állítása szerint a „király” azt jelenti, hogy Bódhidharma harcosok és uralkodók kasztjába tartozott. Ezzel ellentétben a Brahman a nyugati kontextusban könnyen érthető úgy, mint bráhman vagy brahmin, ami papok kasztját jelöli.

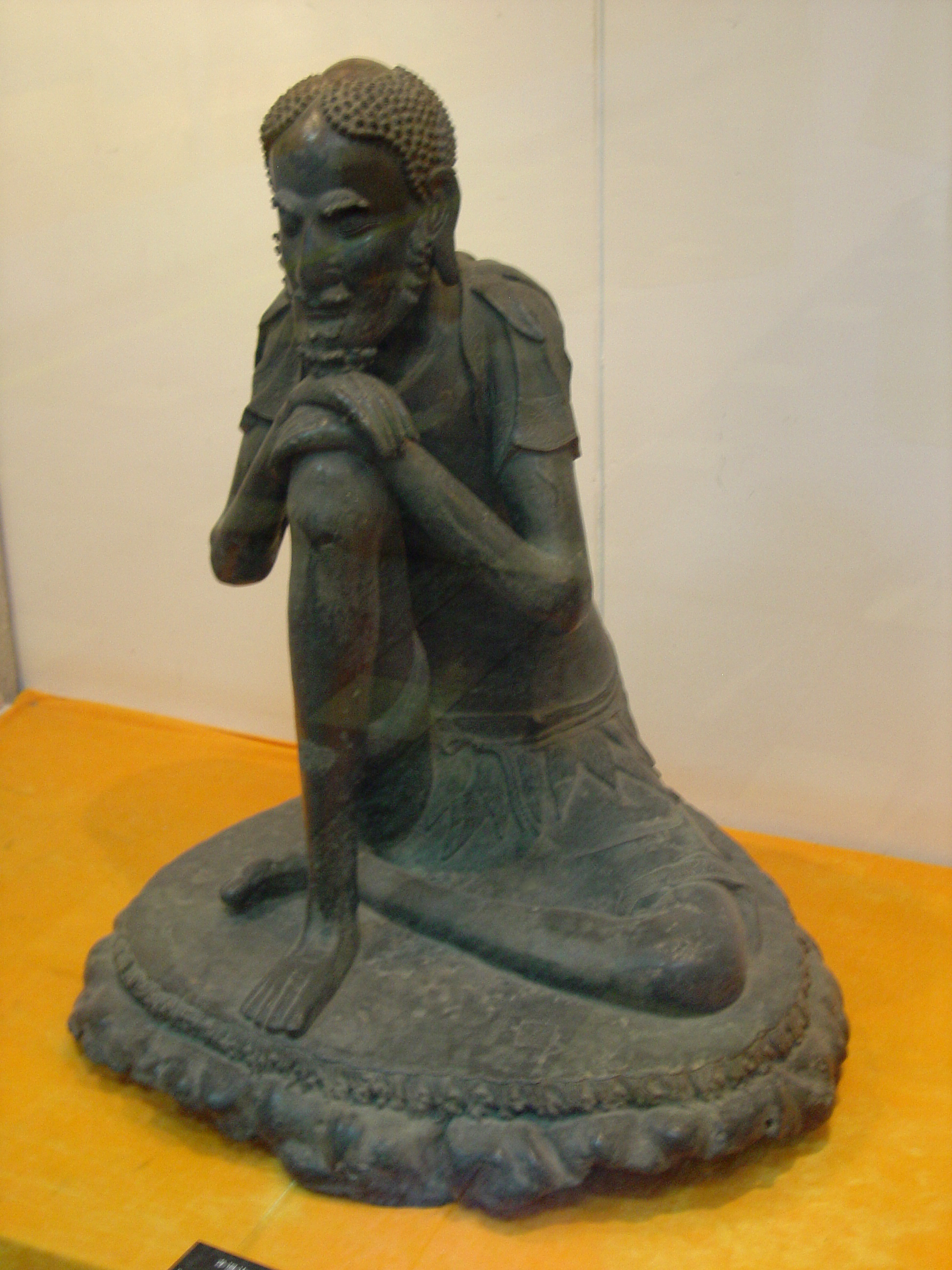
A Bódhidharmáról készült szobor Lojangban található.

#### Lojang: buddhista kolostorok feljegyzései
A Bódhidharmát említő legkorábbi szöveg a Lojang: buddhista kolostorok feljegyzéseiben (洛陽伽藍記 Luòyáng Qiélánjì) található. Ezt Jang Hszüan-cse (楊衒之) állította össze 547-ben. Ebben a szövegben Bódhidharma Kínába érkezését 527-re datálja. Jang Hszüan-cse úgy utal Bódhidharmára, mint egy iráni szerzetesre, aki a nyugati régióból érkezett, hogy meglátogassa az őt elkápráztató Jungning templomot, amely 35 mérföldre volt található a Saolin kolostortól. A Lojangban (Honan tartomány) lévő Jungning templom 516-ban épült és 534-ben teljesen leégett. A The Jingde Record of the Transmission of the Lamp felsorolásában Bódhidharma halálának időpontját 528-ra datálják. Így az említett templom látogatásra 516 és 528 között kerülhetett sor, ami teljesen lehetséges, hiszen Bódhidharma ekkor már Kínában tartózkodott a többi forrás szerint is.

Jang a következőket írta:
„Abban az időben volt egy Bódhidharma nevű, nyugati régióból (Közép-Ázsia, Perzsa vidékéről) származó szerzetes. A vad határ menti területekről Kínába utazott. Látva a Jungning sztúpa tetején a napfényben tündöklő arany korongokat, a felhők felszínét megvilágító fénysugarakat, a szél által megfújt díszharangokat, a visszhangokat, amelyek az égektől verődtek vissza, dicséretét énekelte. Felkiáltott: \ "Valójában ez a szellemek munkája. \" Azt mondta: \ "150 éves vagyok, és számos országon átutaztam. Gyakorlatilag nincs olyan ország, ahol még nem jártam. A távoli Buddha-birodalmának a hiánya ez. Énekelve hódólt és összetette tenyerét a végső üdvözülésért.”

#### Tanlin – Értekezés a Két Út és Négy Gyakorlatról
A második beszámolót Tanlin írta (曇林; 506–574). Tanlin a Dharma Mester életrajzát röviden az Értekezés a hosszú tekercsben: A Két Út és Négy Gyakorlat (二入四行 èrrú sìxíng) című művében fogalmazta meg. Ebben a művében a Bódhidharmáról szóló első szövegben úgy értekezik a Dharma Mesterről, hogy dél-indiai származású:
„A Dharma Mestere (法師者) [Bódhidharma] nyugati vidékek (西域) Dél-India (南天竺國) megyéjéből érkezett. Brahmin Király (婆羅門國王) harmadik fiaként (第三之子). Fénylő (朗) intelligenciájú Tanító volt. Valóban értette a Tanítást. A Mahayana (摩訶衍道) megvalósítására törekedett. A laikusok fehér köpenyét (故捨素) a szerzetesek sötét köpenyére cserélve (隨緇), a bölcsek hagyományát adta át. Tudata nyugalomba merült (心虗寂) megértve a világ történéseit. Elérte a megszabadulást kívül és belül, erénye átlagon felüli. Az Igaz Tanítás hanyatló együttérzése és megértés fájdalma miatt átkelt hegyeken és tengereken, hogy Han (漢) és Vej (魏) távoli földjén tanítson.”
Tanlin beszámolója volt az első, amely megemlítette, hogy a Bódhidharmának voltak tanítványai, kifejezetten megemlítve Tao Jüt (道育) és Ta-cu Huj-kot (慧可), akik később kiemelkedő szerepet játszanak a Bódhidharmáról szóló irodalmakban. Noha Tanlint hagyományosan Bódhidarma tanítványának tekintik, valószínűbb, hogy Huj-ko tanítványa volt.

### Bódhidarma mestere
A Pallava család a buddhizmus támogatója volt. Emiatt is vált széles körben elterjedtté az a legenda, miszerint egy nap az uralkodó által igen tisztelt lelki vezető érkezett a királyi palotába, Pradnyádhara (Prajñātār), a 27. indiai pátriárka. A királyt mélyen megérintették Pradnyádhara tanításai a Dharmáról, így mikor egy jade golyót ajándékozott a mesternek, ő azt megmutatta a király fiainak sorrendben. A két idősebb fiút magával ragadta a golyó szépsége, ám a harmadik fiú így felelt:
“Talán tényleg e világ nagyszerű kincse ez a golyó, de túlzottan akkor sem érdekes. A tudat ennél sokkal fontosabb. Összehasonlítani a kettőt olyan, mintha a Holdat hasonlítanánk a Naphoz.”
A király pár évvel későbbi halála után Pradnyádhara felfogadta Boditarát tanítványának bölcsessége miatt. A hagyomány szerint negyven évig maradt mestere mellett és további hatvan éven keresztül tanított Indiában.
Tao-hszüan (道宣) A kiemelkedő szerzetesek további életrajzai beszámolójában úgy fogalmaz, hogy Bódhidharmát egy Sheng-fu nevű szerzetes szentelte fel.

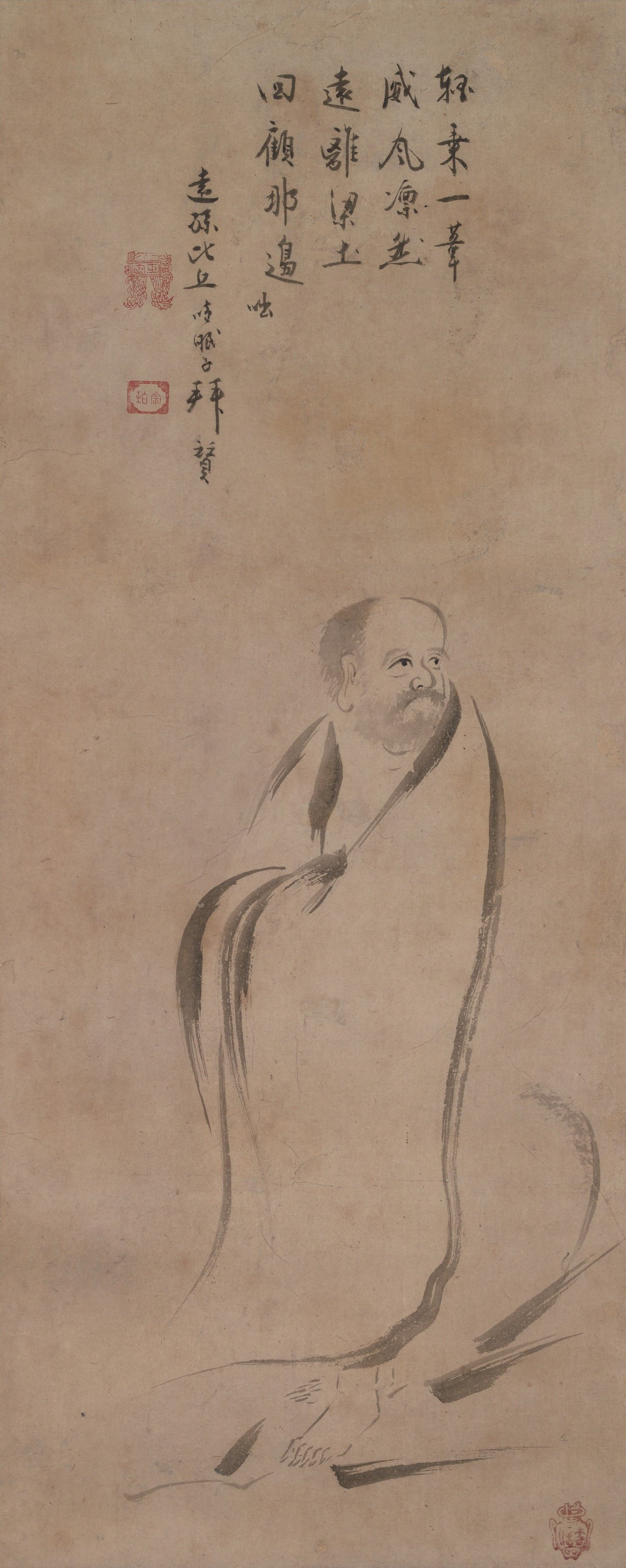
Kano Soshu: Bódhidharma átszeli a Jangce folyót egy nádszálon. A kép a Metropolitan Művészeti Múzeumban van kiállítva.

### Utazásai
Tao-hszüan A kiemelkedő szerzetesek további életrajzai című munkájában Tanlin előszavát kiegészítette Bódhidarma utazásának lehetséges útvonaláról Kínába.
„Először Nanjüe-be érkezett meg a Szung-időszak alatt (420–479). Onnan észak felé fordult és megérkezett a Wei Királyságba.”
Ez azt sugallja, hogy Bódhidharma tengeren utazott Kínába és áthaladt a Jangce folyón, így Kína déli határán szállt partra. Ez a terület a Szung-dinasztiához tartozott. Tao-hszüan Bódhidarma Kínába érkezését 479-re datálja, arra az évre, amikor a Szung-dinasztia elesett.
Az Anthology of the Patriarchal Hall (952) című szöveggyűjteményben még több információt találunk Bódhidharma Kínába érkezéséről és az ott töltött időkről. A leírások alapján Bódhidharma hároméves utazás után jutott el Kínába 527-ben. Ekkor már a Liang-dinasztia (502–557) volt hatalmon, ezért ez a leírás ellentmond Tao-hszüan állításával. Az Anthology of the Patriarchal Hall említést tesz továbbá Bódhidharma találkozását Vu császárral is, amelyet először 758 körül rögzített Sen-huj (神會).

#### Utazás Délkelet-Ázsiában
A délkelet-ázsiai hagyomány szerint Bódhidharma Jambudvipából tengeren ment az indonéz Palembangba. Szumátrán, Jáván, Balin és Malajzián áthaladva, Nanjüe-n keresztül érkezett Kínába. Utazásai során továbbadta ismereteit a mahájána doktrínáról és a harcművészetekről. Egy maláj legenda szerint ő vezette be a form gyakorlatokat a silat-ba. A vadzsrajána hagyománya összefüggésbe hozza Bódhidharmát egy 11. században élő déli indiai szerzetessel, Dampa Sangye szerzetessel, aki gyakran utazott Tibetbe és Kínába a tantra tanításait terjesztve.

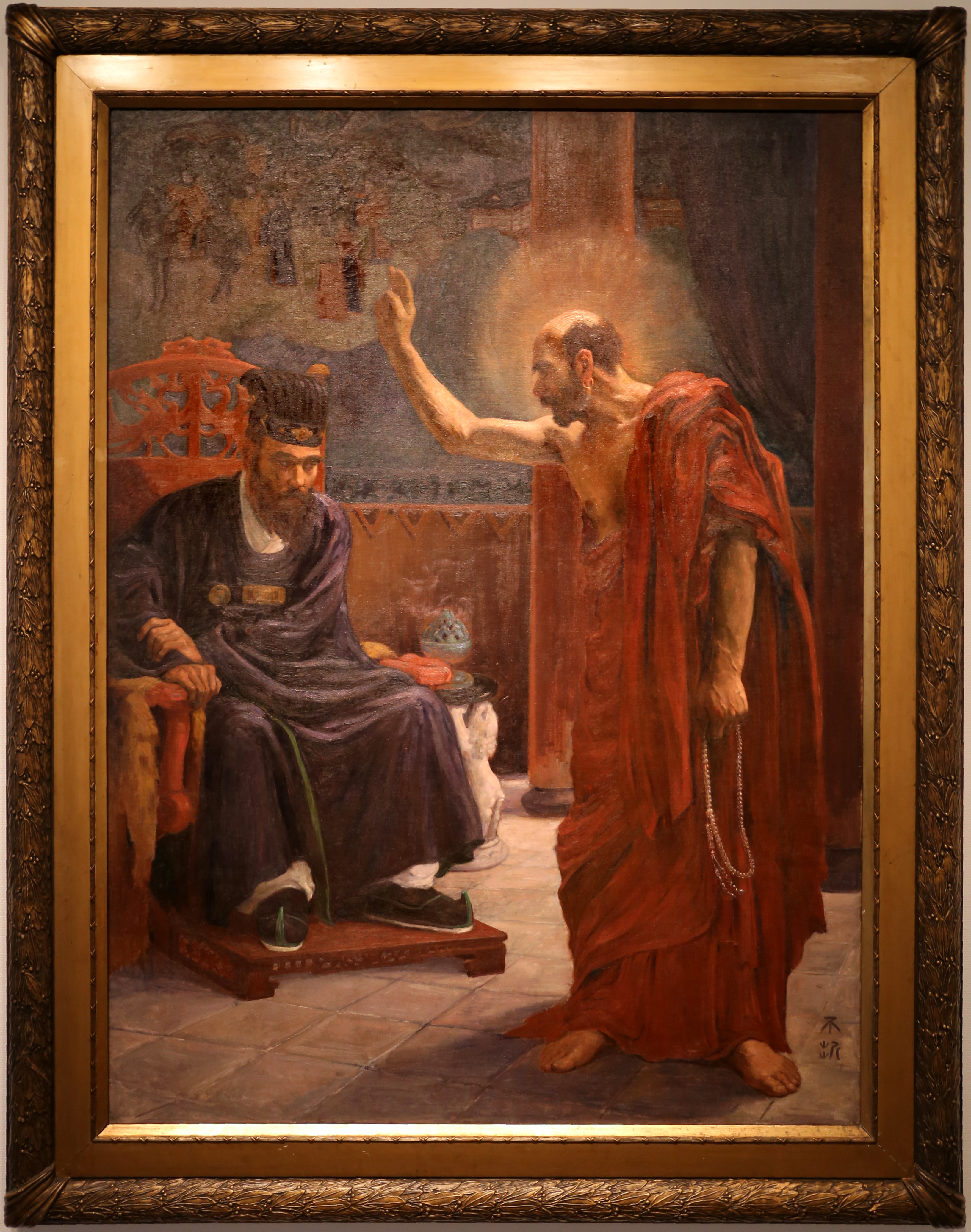
Bódhidharma találkozása Vu császárral

#### Találkozás Vu-ti császárral (502–549)
„Kínába érkeze után Bódhidharmát Vu császár a színe elé rendelte. A császár hívő buddhista volt, templomokat építtetett, szent szövegek másolását irányította, s női és férfi szerzetesrendeket támogatott. Az adakozás a buddhizmus legfőbb alapelvei közé tartozik, s mivel Vu császár buzgón gyakorolta ezt az erényt, kíváncsi volt, mi lesz a jutalma a következő életében. Ki más is adhatna erre a kérdésre hitelesebb választ, mint az Indiából újonnan érkezett, kitűnő mester – gondolta a császár.
A régi feljegyzések megemlékeznek arról, hogy amikor Bódhidharma az uralkodó elébe járult, az menten nekiszegezte a kérdést:
-         Mit várhatok erényes tetteimért?
-         Tetteid nem erényesek – felelte Bódhidharma.
Ez a válasz arculcsapásként érte a császárt. Lehangolódva folytatta:
-         Mi hát a buddhizmus legelső alapelve? Én ugyanis azt hittem, az adakozás az. Ha nem az, akkor mi?
-         Végtelen üresség! Nincs benne semmiféle szent – felelte Bódhidharma.
Vu császárnak nem tetszett a gondolat, hogy minden üres, ezért visszavágott:
-         Ki áll akkor előttem?

-         Nem tudom (pontosabban: Nem tudás) – válaszolta Bódhidharma.”

### Bódhidharma Saolinban
Mivel Dél-Kínában nem sikerült kedvező benyomást tennie, ezért észak felé vette az irányt és a Saolin kolostorhoz utazott. Itt azonban megtagadták a belépését, ezért egy közeli barlangban telepedett le.
Ezt alátámasztja az Anthology of the Patriarchal Hall szövege, miszerint Bódhidharma 527-ben elhagyta a Liang udvart és átvándorolt a Szungsan-hegyre, a Lojang és a Saolin kolostor közelébe. Itt egy barlangba húzódva kilenc éven keresztül meditált a falat nézve, szótlanul. A legnépszerűbb beszámolók alapján a kilenc év alatt tekintete lyukakat vájt a falba és a mai napig is látható a falon az árnéyka. A kilenc év után beengedték a Saolin kolostorba és egy ideig ott tanított.

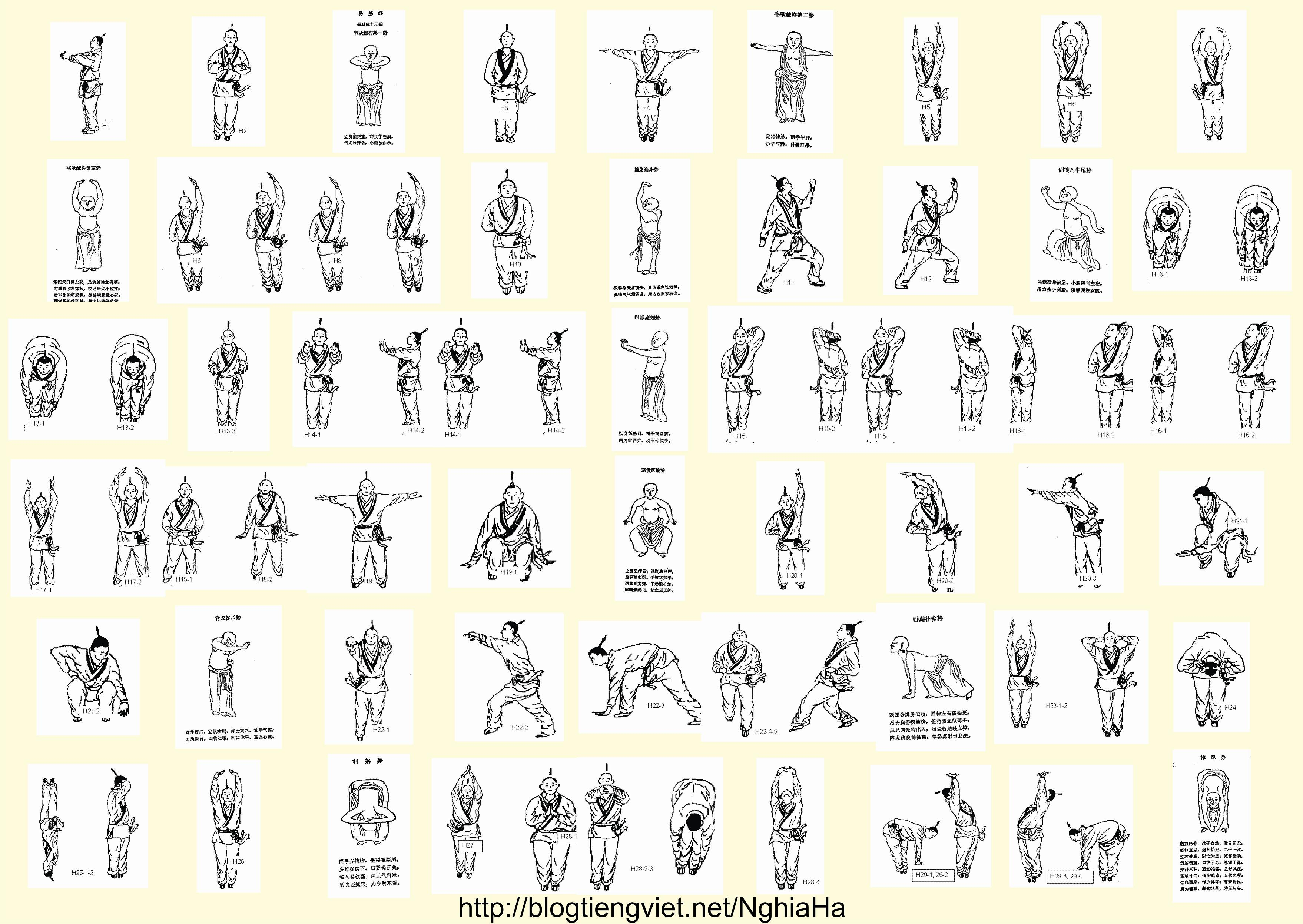
Jicsin-csing gyakorlatok

Egyes történetek azt állítják, hogy a kilenc év alatt a hetedikben egyszer elaludt. Emiatt olyan dühös lett önmagára, hogy levágta szemhéjait, hogy azok ne akadályozzák meg a meditálásban. A földre dobta azokat, amelyből teacserjék nőttek ki egy szempillantás alatt. A szerzetesek ettől az időtől kezdve isznak teát, hogy éberek maradjanak meditáció közben. A mozdulatlansága azt eredményezte, hogy Bódhidharma mindkét lába és keze elszáradt és leesett. Ezt követően csak a harából (a köldök alatti rész és a meditációs összpontosítás helye) nyert energia révén tudta magát egyenesen tartani. Ebből a legendából származik a japán „keljfeljancsi” figura, a Daruma.
Létezik olyan történet is, amely szerint a kolostorba érkezett Bódhidharma látta, hogy az ott tevékenykedő szerzetesek gyakran elalszanak meditáció közben, ezért megtanította őket néhány testgyakorlatra, hogy éberebbé váljanak. Tizennyolc Arhat Kéznek nevezett külső gyakorlatot és egy sor klasszikus izomzat átalakító belső gyakorlatot tanított meg. Ezenkívül a templomból való távozást követően Bódhidharma két kézitatát fedezték fel a templomban: a Jicsin-csing-et („Az izmok változásának könyve”) és Hsziszuj-csing-et („Velőtisztítás Gyakorlata”). Ebből a Jicsin-csing másolatai és fordításai a mai napig fennmaradtak, de a Hsziszuj-csing elveszett.
Egyéb legendák szerint a kilenc év után visszautasította a Saolin kolostorba való befogadását, helyette halála napjáig a barlangban meditált és Jicsin-csing gyakorlatokát végezte.
Ezen események miatt tartják hagyományosan Bódhidharmát a Saolin kolostor harcművészetének megalapítójának.  A harcművészetek történészei azonban azt állítják, hogy ezek a legendák a 17. századi csikung-kézikönyvből származnak, amelyet Jicsin-csing néven ismertek.
Néhány történész, köztük Tang Hao, Hszü Csen és Matsuda Ryuchi, megkérdőjelezte a Jicsin-csing hitelességét. Lin Boyuan szerint: „Ez a kézirat tele van hibákkal, abszurd és rendkívüli állításokkal; nem tekinthető legitim forrásnak.”

Huj-ko felajánlja karját a meditáló Bódhidharmának

#### Huj-ko (487-593)
Bódhidharmának kezdetben nem voltak tanítványai, ám egy bizonyos tudós, aki egyaránt járatos volt a kofucianizmusban, a taoizmzusba és a buddhizmusban, hallott róla és elment a Saolin kolostorba, hogy meghallgassa tanítását. Bódhidharma nem törődött vele, ám Huj-ko nem adta fel. Napokig toporgott a hóban a mester barlangja előtt, hogy bebizonyítsa elszántságát. A legenda szerint elkeseredésében még a bal karját is levágta és fölajánlotta azt Bódhidharmának (más forrás szerint banditák vágták le a karját).
-         A tudatom háborog. Könyörgöm csillapítsd le! – kérlelte.
-         Hozd elébem a tudatodat, és én lecsillapítom – felelte Bódhidharma.
-         Kerestem, de nem találom – mondta Huj-ko.

-         Nos, akkor tökéletesen sikerült lecsillapítanom a számodra – szögezte le Bódhidharma.
Ezt követően hat éven keresztül szüntelenül meditált Bódhidharma követőjeként. Ő lett a második kínai csan pártiárka.

#### Bőr, hús, csont, csontvelő
A Tao-Jüen által írt The Jingde Record of the Transmission of the Lamp életrajzok között rögzítik, hogy Bódhidharma vissza akart térni Indiába, ezért összehívta tanítványait:
Bódhidharma így szólt: „Az idő elérkezett. Képesek vagytok-e kifejezni a megértést?”
Tao Fu előre lépett és azt mondta: „Az én meglátásom az, egyikőnk sem lehet a szövegek velejárója, de nem is válhatunk el tőle, és így az Út így szabadon működik.”
Bódhidharma: „Elérted a bőröm.”
Ekkor Cung Cse szerzetesnő lépett fel és azt mondta: „Ez olyan, akár egy dicsőséges pillantás az Akshobhya Buddha birodalmába. Ez az egyszerlátás öröme”
Bódhidharma; „Elérted a testem.”
Tao Jü azt mondta: „A négy elem mind üres, és az öt skandha tényleges létezés nélkül létezik. A dharma ezért nem megérhető.”
Bódhidharma: „Elérted a csontjaimat.”
Végül Huj-ko kijött, mélyen meghajolt, felállt csendben és visszatért oda, ahol volt.

Bódhidharma azt mondta: „Elérted a csontvelőmet.”

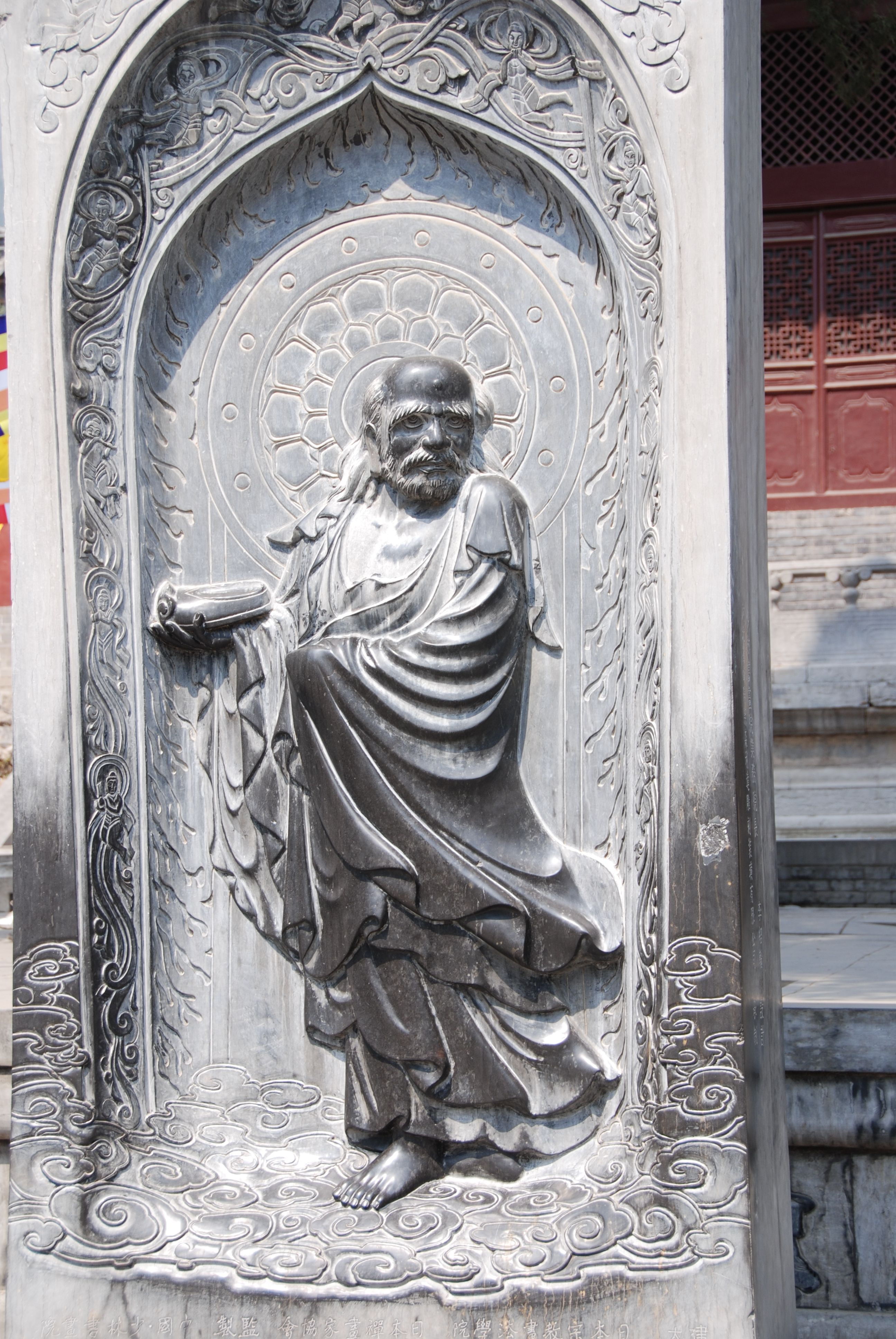
Bódhidharma halála utáni megjelenésének illusztrációja

Bódhidharma átadta a köpenyt és a tálat, amelyek a dharmát szimbolizálták Ta-cu Huj-konak, és egyes szövegek szerint a Laṅkāvatāra Sūtra egy példányát. Bódhidharma ezután vagy visszatért Indiába, vagy meghalt.

### Halála
Tao-hszüan információi szerint Bódhidharma a Lo folyó partján halt meg, ahol Huj-ko tanítványa temette el, valószínűleg egy barlangban. Tao-hszüan Bódhidharma halálát az északi Vej-dinasztia bukásának időpontja előtti időkre teszi (534), mivel ezt követően Huj-ko elhagyta Lojang városát. Tao-hszüan leírása alapján a Dharma Mester 180 évesen hunyt el.
Ezen kívül a Lo folyó partja, mint halál helyszíne, utalhat az 528-as Hojinban (河陰) tartott tömeges kivégzésekre is. Ezt az eshetőséget alátámasztja a Kínai buddhista kánonban jelentés is, miszerint egy buddhista szerzetes is volt a Hojinban kivégzett áldozatok között.
Tao-Jüan úgy ír Bódhidharmáról a The Jingde Record of the Transmission of the Lamp című művében, hogy 528-ban hunyt el a tizedik hónap ötödik napján, mert egy féltékeny szerzetes megmérgezte.

#### Halála utáni megjelenése
Egy legenda szerint három évvel a Dharma Mester halála után egy Szung Jün nevű hivatalnok (a későbbi Vej királyság hivatalnoka) a Pamír-hegységben sétálva találkozott Bódhidharmával, aki csak egyetlen szandált hordott. A hivatalnok megkérdezte, hogy hová megy, amire Bódhidharma így válaszolt: „Hazamegyek” (Indiába). Ekkor megkérdezte, hogy miért csak egy cipő van nála. Bódhidharma erre azt válaszolta: „Meg fogod tudni, ha felkeresed a Saolin kolostort. De ne említsd meg, hogy láttál és találkoztál velem.” A felszólítás mellett megjósolta a Vej-dinasztia bukását is. Miután Szung Jün az uralkodó elé ért, elmondta, hogy találkozott Bódhidharmával, de az uralkodó nem hitt neki mondván, hogy a mester meghalt és elégették, ezért a hivatalnokot letartóztatta hazugság vádjával. A Saolin kolostorban elő szerzeteseket értesítették Bódhidharma haláláról és arról, hogy a templom mögötti hegyben temették el. Ezt követően a sírt felnyitották, de csak egyetlen szandált találtak benne. A szerzetesek azt mondták: „A mester hazament” és földre borultak háromszor: „Kilenc évig maradt és mégsem ismerte őt senki; a szandáljával a kezében ment haza, csendesen, ceremónia nélkül”.
Az Anthology of the Patriarchal Hall azt állítja, 527-ben foglalta el helyét a meditáláshoz a Dharma Mester, ezért halála nem következhetett be korábban, mint 536. Ezt a legenda alátámasztja, mivel a találkozásra így 554-ben kerülhetett sor, három évvel a nyugati Vej bukása előtt. Továbbá a gyűjteményben azt állítják, hogy Bódhidharma 150 éves korában hunyt el és ezt követően a Hsziung (熊耳山 Xiong Shan) hegyen temették el, Lojangtól nyugatra.

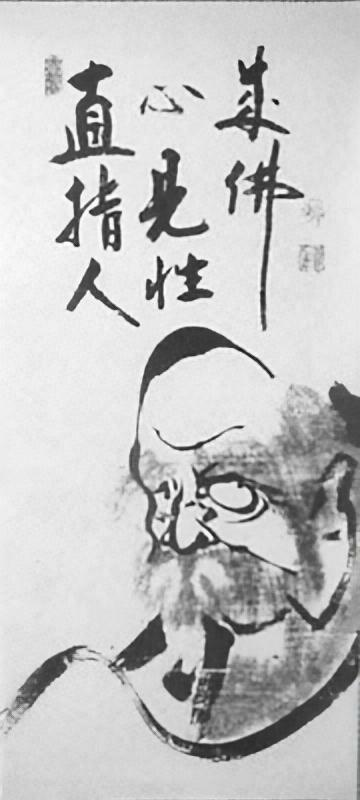
A Hakuin Ekaku által készített, Bódhidarmát ábrázoló japán tekercsképre a következő van írva: „Láss rá közvetlenül tudatodra; Lásd meg igaz természeted, és válj Buddhává.”

## Gyakorlat és tanítás
A buddhizmus egyik fő ága a mahájána buddhizmus. A mahájána legfőbb irányzataihoz tartozik a csan, más néven zen buddhizmus. A csan a szanszkrit dhjána kifejezésből ered, melynek jelentése „meditáció” vagy „meditatív állapot”. A kínai hagyomány szerint Bódhidharma vezette be ezeket a dhjána-gyakorlatokat Kínában.

### Szavakon túli tanítást
Az egyik alapvető csan szöveg, amelyet Bódhidharmának tulajdonítanak, egy négysoros strófa, amelynek első két versszakja a Laṅkāvatāra Sūtraban megfogalmazott megvetést fejezi ki a szavak iránt és a második két versszakja hangsúlyozza a fontosságát a valóságba való bepillantásnak, amely az „önmegvalósításon” keresztül érhető el:
„Külön hagyomány a tanon túl,
Nem alapul írott jegyen,
Menten az ember szívéhez szól,

Hogy feleszméljen, Buddha legyen.”
Valójában e négy sor származása Bódhidharmától nem teljesen bizonyítható, mert a vers az 1108-as években került elő.

### „Falra néző” technika
Tanlin és Tao-hszüan is megemlítik a Bódhidharma "falra néző" (壁 觀 bìguān) gyakorlatát. Mind Tanlin, mind a Tao-hszüan ezt a „falra néző” gyakorlatot azonosítják a „tudat elcsendesítésének” gyakorlatával. A Két Út és a Négy Gyakorlatban, amelyeket hagyományosan a Bódhidharmának tulajdonítanak, a "falra néző" technikáról a következőt tartja:
„Akik elfordulnak a káprázattól a valósághoz, akik a falon elmélkednek, (ami) az én és mások hiánya, a halandó és a bölcs egysége, s kiket nem mozdítanak az írások sem, azok teljes és kimondatlan egységben vannak az értelemmel. Mozdulat nélkül, erőfeszítés nélkül, rálépnek (az Útra), azt mondjuk, az értelemmel.”
Tao-hszüan azt állítja: „A Mahāyāna falra néző képességei a legmagasabbak”.
Ezek az első említések a történeti nyilvántartások közül, amelyek írnak a Bódhidharmának tulajdonított meditációs technikákról, bár a mai napig sem lehet tudni, hogy hogyan is nézett ki pontosan a gyakorlat. A legtöbb beszámoló, akár csak Tao-hszüan és Dumoulin olyan képet ír le a technikáról, amely különböző, meghatározatlan meditációs gyakorlatok sorozata. Más feljegyzések szerint különféle ülésekből álló meditációs technika, hasonlóan a zazenhez (坐禪 zuòchán), amely később a csan meghatározó sajátosságává vált, ezért ez az elmélet a csan hagyományokkal foglalkozók körében elterjedt. Akadnak azonban olyan értelmezések is, amelyek szerint a „falra néző” gyakorlat nem meditációs technika.

## A Lankávatára szútra
A legtöbb korai szöveg összefüggésbe hozza Bódhidharmát a Lankávatára szútrával.

Tao-hszüan például Bódhidharma utódjának, Huj-konak az életrajzának megismétlésében, kiemeli, hogy a szútra a Bódhidharma által átadott tanítások alapvető és fontos eleme:
„A kezdetekkor Bódhidharma, a Dhyana Mester vette a négy tekercsből álló Laṅkā Sūtra-t, átadta Huj-konak és azt mondta: Amikor Kína földjén vizsgálódtam, egyértelművé vált, hogy csak ez a szútra létezik. Ha megbízol-e gyakorlatokban, képes leszel átjutni a világon.„
Más korai szöveg, a Csing-csüe által írt Lankávatára szútra mestereinek és tanítványainak nyilvántartása (楞伽 師資 記 Lencsie Sici Csi) megemlíti ezzel kapcsolatban Bódhidharmát. A beszámolója kifejezetten megemlíti a „ülő meditációt” vagy a zazent:
„A meditációban ülők számára a Bodhi[dharma] Mester megmagyarázza a Lankávatára szútra fő részeit, amelyek tizenkét vagy tizenhárom oldalban voltak összegyűjtve […], és a „[Bodhi-]Dharma tanítása” címet viselték.”
Egyéb szövegekben az iskolát, amely később csan buddhizmusként lett ismert, „Lankávatára iskolának” (楞伽 宗 Lencsie cong) nevezik.
A Lankávatára szútra, a Mahájána szútrák egyike, nagyon "nehéz és homályos" szöveg, amelynek alapvető célja, hogy hangsúlyozza a belső megvilágosodást, amely eltünteti a kettősséget és amely mindenek fölé emel. Ez az első és legfontosabb szöveg a kelet-ázsiai Yogācāra számára.

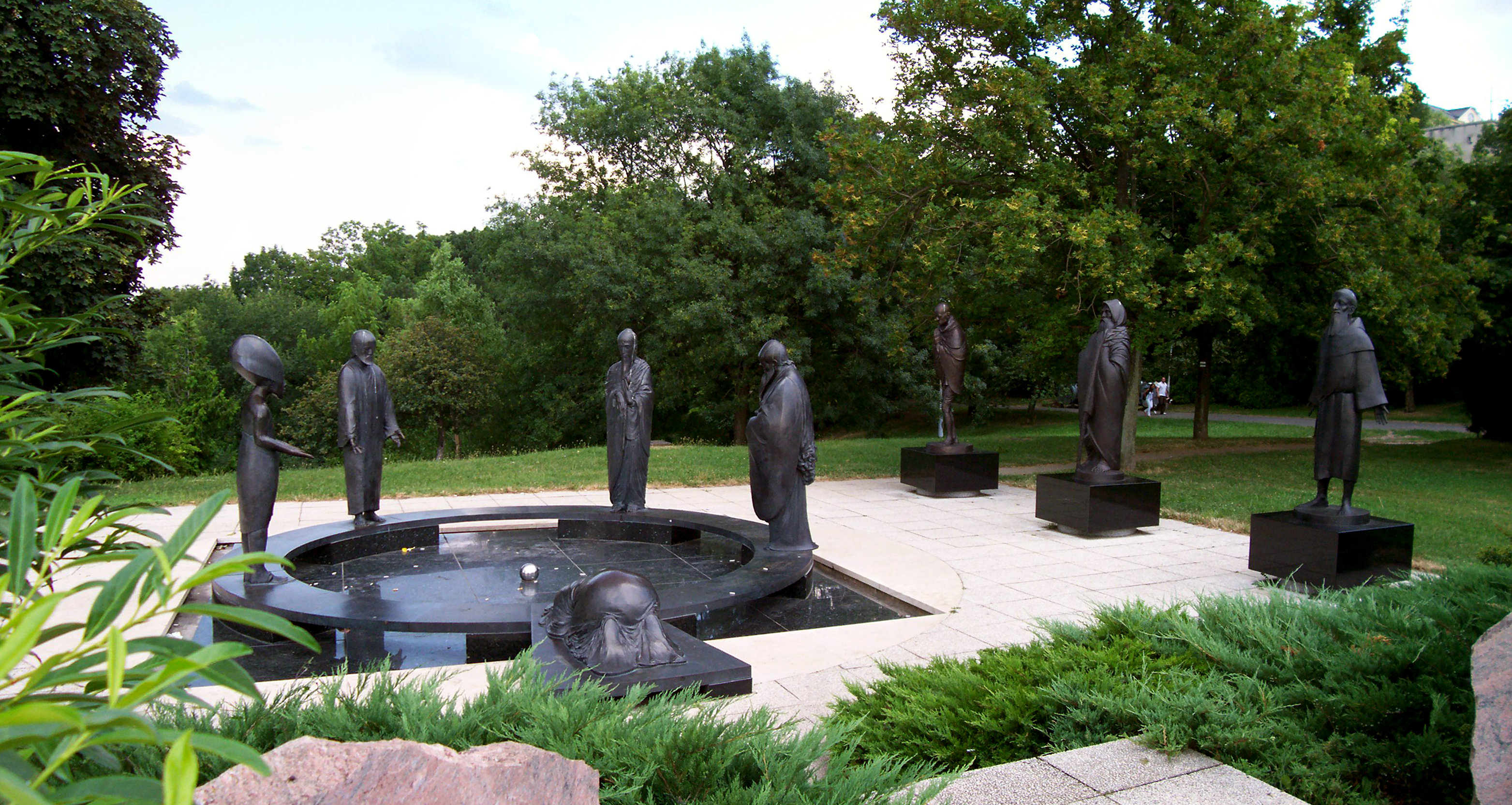
A Filozófusok kertjében a jobb oldalon található, középső szobor Bódhidharmát ábrázolja.

Az egyik visszatérő pont a Lankávatára szútrában a szavak iránti igény hiánya a valóság pontos kifejezéséhez:
„Ha Mahamati, azt mondod, hogy a szavak valósága miatt vannak a tárgyak, akkor ennek a beszélgetésnek nincs értelme. A szavak nem ismernek minden Buddha-világot; A szavak, Mahamati, mesterséges alkotások. Egyes Buddha-világokban az eszmék megmutatkoznak a szilárd tekintet által, mások a gesztusok által, mások az elmélyedt arckifejezés által, a szemmozgás által, a nevetés által, az ásítás által vagy a torok megköszörülése által, vagy az emlékezés által vagy reszketés által.”
A szavak hatékonyságával ellentétben a szútra hangsúlyt fektet az „önmegvalósítás” fontosságára, amelyet „a nemes bölcsesség által érhető el”, és akkor történik meg, amikor „bepillantást nyer a valóságba, úgy, ahogy az van”. Az igazság az önmegvalósítás állapota, és meghaladja a megkülönböztetés kategóriáit. A szútra emellett még rámutat az önmegvalósítás megtapasztalásának végső hatásaira:
„[A bodhiszattva] alaposan meg fogja ismerni az önmegvalósítás nemes igazságát, saját elméjének tökéletes mesterévé válhat, igazgatja önmagát erőfeszítés nélkül, olyan lesz, mint egy drágakő, amely különböző színekben pompázik, képes lesz testének átalakulásának elfogadására, képes lesz minden lény elméjébe belépni és csak az Elmébe vetett szilárd hittel lesz képes a fokozatos felemelkedés által megalapozottá válni a buddhizmusban.”

## Leszármazás

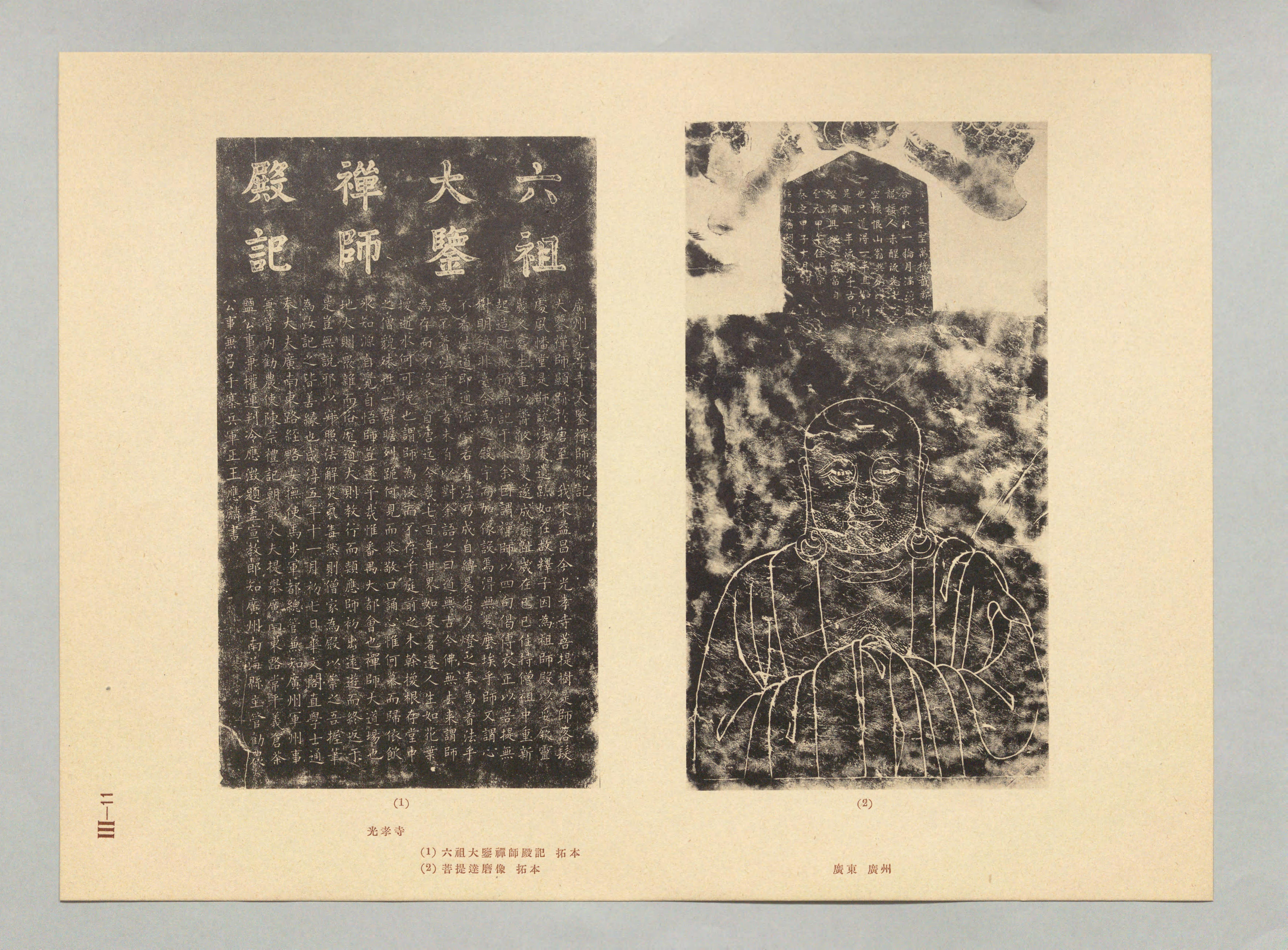
A hatodik csan mester, Faru sírfelirata

### A csan-vonal
A pátriárkák leszármazási vonalának a gondolata a csanban Faru (法如) sírfeliratáig nyúlik vissza, aki az ötödik pátriárka, Hongren (弘忍) tanítványa volt. Az Értekezés a hosszú tekercsben: A Két Út és Négy Gyakorlat és A kiemelkedő szerzetesek további életrajzai című művekben Tao-hszüan és Ta-cu Huj-ko voltak az egyetlen megemlített személyek, akiket Bódhidharma tanítványaiként azonosítottak. A sírfelirat leírást ad egy vonalról, amelyben Bódhidharmát az első kínai pátriárkaként tartják számon.
A 6. században összegyűjtötték a híres szerzetesek életrajzait. Ebből a műfajból alakult ki a tipikus csan-vonal:
Ezek a híres életrajzok nem szektariánus személyekről szóltak. A csan életrajzi alkotások célja az, hogy megalapozzák a csant, mint jogszerű iskolát a buddhizmusban, amelynek eredete visszavezethető az indiai gyökerekig és ezzel egyidejűleg támogassa a csan sajátos jegyeit. A történelem hitelessége kevés gondot fordított az életrajzok összeállítóira, a régi legendák megismétlődnek, új történeteket fedeztek fel és ismételték meg addig, amíg azok legendákká nem váltak.

### Csan mesterek
A megvilágosodás éneke (證道歌 Zhèngdào gē), amelyet Jung-csia Hszüan-jüe írt, Mahákásjapa vonalát követve elér a 28. pátriárkáig, Bódhidharmáig. Mahákásjapa (Gautama Buddha egyik legfőbb tanítványa) kapott elsőként mesterétől dharma tanításokat. Őt tartják számon az első csan pátriárkaként.
„Mahákásjapa volt az első, aki elkezdte átadni tanításai;
Huszonnyolc Mester követte őt nyugaton;
A Világosság ezután a tengeren keresztül került ebbe az országba;
És Bódhidharma lett az első mester itt
Az Ő köpenye, mint tudjuk, Hat Mesteren keresztül haladt át,

És ezek által sok elme jött el, hogy lássa a Világosságot.”

### A 28 pátriárka
|    | Szanszkrit           | Kínai                                                            | Vietnám                                           | Japán                        | Koreai                                       |
| 1  | Mahákásjapa          | 摩訶迦葉 / Móhējiāyè                                             | Ma-Ha-Ca-Diếp                                     | Makakashō                    | 마하가섭 / Mahagasŏp                         |
| 2  | Ánanda               | 阿難陀 (阿難) / Ānántuó (Ānán)                                   | A-Nan-Đà (A-Nan)                                  | Ananda (Anan)                | 아난다 (아난) / Ananda (Anan)                |
| 3  | Sánavásza            | 商那和修 / Shāngnàhéxiū                                          | Thương-Na-Hòa-Tu                                  | Shōnawashu                   | 상나화수 / Sangnahwasu                       |
| 4  | Upagupta             | 優婆掬多 / Yōupójúduō                                            | Ưu-Ba-Cúc-Đa                                      | Ubakikuta                    | 우바국다 / Upakukta                          |
| 5  | Dhrtaka              | 提多迦 / Dīduōjiā                                                | Đề-Đa-Ca                                          | Daitaka                      | 제다가 / Chedaga                             |
| 6  | Miccsaka             | 彌遮迦 / Mízhējiā                                                | Di-Dá-Ca                                          | Mishaka                      | 미차가 / Michaga                             |
| 7  | Vaszumitra           | 婆須密 (婆須密多) / Póxūmì (Póxūmìduō)                           | Bà-Tu-Mật (Bà-Tu-Mật-Đa)                          | Bashumitsu (Bashumitta)      | 바수밀다 / Pasumilta                         |
| 8  | Buddhanandi          | 浮陀難提 / Fútuónándī                                            | Phật-Đà-Nan-Đề                                    | Buddanandai                  | 불타난제 / Pŭltananje                        |
| 9  | Buddhamitra          | 浮陀密多 / Fútuómìduō                                            | Phục-Đà-Mật-Đa                                    | Buddamitta                   | 복태밀다 / Puktaemilda                       |
| 10 | Pársva               | 波栗濕縛 / 婆栗濕婆 (脅尊者) / Bōlìshīfú / Pólìshīpó (Xiézūnzhě) | Ba-Lật-Thấp-Phược / Bà-Lật-Thấp-Bà (Hiếp-Tôn-Giả) | Barishiba (Kyōsonja)         | 파률습박 (협존자) / P'ayulsŭppak (Hyŏpjonje) |
| 11 | Punyajasasz          | 富那夜奢 / Fùnàyèshē                                             | Phú-Na-Dạ-Xa                                      | Funayasha                    | 부나야사 / Punayasa                          |
| 12 | Ánabódhi / Asvagósa  | 阿那菩提 (馬鳴) / Ānàpútí (Mǎmíng)                               | A-Na-Bồ-Đề (Mã-Minh)                              | Anabotei (Memyō)             | 아슈바고샤 (마명) / Asyupakosya (Mamyŏng)    |
| 13 | Kapimala             | 迦毘摩羅 / Jiāpímóluó                                            | Ca-Tỳ-Ma-La                                       | Kabimora (Kabimara)          | 가비마라 / Kabimara                          |
| 14 | Nágárdzsuna          | 那伽閼剌樹那 (龍樹) / Nàqiéèlàshùnà (Lóngshù)                    | Na-Già-Át-Lạt-Thụ-Na (Long-Thọ)                   | Nagaarajuna (Ryūju)          | 나가알랄수나 (용수) / Nakaallalsuna (Yongsu) |
| 15 | Árjadéva / Kánadéva  | 迦那提婆 / Jiānàtípó                                             | Ca-Na-Đề-Bà                                       | Kanadaiba                    | 가나제바 / Kanajeba                          |
| 16 | Ráhulata             | 羅睺羅多 / Luóhóuluóduō                                          | La-Hầu-La-Đa                                      | Ragorata                     | 라후라다 / Rahurada                          |
| 17 | Szanghánandi         | 僧伽難提 / Sēngqiénántí                                          | Tăng-Già-Nan-Đề                                   | Sōgyanandai                  | 승가난제 / Sŭngsananje                       |
| 18 | Szanghajasasz        | 僧伽舍多 / Sēngqiéshèduō                                         | Tăng-Già-Da-Xá                                    | Sōgyayasha                   | 가야사다 / Kayasada                          |
| 19 | Kumárata             | 鳩摩羅多 / Jiūmóluóduō                                           | Cưu-Ma-La-Đa                                      | Kumorata (Kumarata)          | 구마라다 / Kumarada                          |
| 20 | Sajata / Dzsajata    | 闍夜多 / Shéyèduō                                                | Xà-Dạ-Đa                                          | Shayata                      | 사야다 / Sayada                              |
| 21 | Vaszubandhu          | 婆修盤頭 (世親) / Póxiūpántóu (Shìqīn)                           | Bà-Tu-Bàn-Đầu (Thế-Thân)                          | Bashubanzu (Sejin)           | 바수반두 (세친) / Pasubandu (Sechin)         |
| 22 | Manorhita            | 摩拏羅 / Mónáluó                                                 | Ma-Noa-La                                         | Manura                       | 마나라 / Manara                              |
| 23 | Haklenajasasz        | 鶴勒那 (鶴勒那夜奢) / Hèlènà (Hèlènàyèzhě)                       | Hạc-Lặc-Na                                        | Kakurokuna (Kakurokunayasha) | 학륵나 / Haklŭkna                            |
| 24 | Szimhabódhi          | 師子菩提 / Shīzǐpútí                                             | Sư-Tử-Bồ-Đề / Sư-Tử-Trí                           | Shishibodai                  | 사자 / Saja                                  |
| 25 | Vasziaszita          | 婆舍斯多 / Póshèsīduō                                            | Bà-Xá-Tư-Đa                                       | Bashashita                   | 바사사다 / Pasasada                          |
| 26 | Punjamitra           | 不如密多 / Bùrúmìduō                                             | Bất-Như-Mật-Đa                                    | Funyomitta                   | 불여밀다 / Punyŏmilta                        |
| 27 | Pradnyátára          | 般若多羅 / Bānruòduōluó                                          | Bát-Nhã-Đa-La                                     | Hannyatara                   | 반야다라 / Panyadara                         |
| 28 | Dharma / Bódhidharma | Ta Mo / 菩提達磨 / Pútídámó                                      | Đạt-Ma / Bồ-Đề-Đạt-Ma                             | Daruma / Bodaidaruma         | Tal Ma / 보리달마 / Poridalma                |

### Hat pátriárka
A legkorábbi leírások alapján a Bódhidharma után következő mesterek vonala az 5. és 7. generációs pátriárkákig terjedtek. A szerzők különféle feljegyzései ismertek, így eltérőek lehetnek a mesterek felsorolásai:

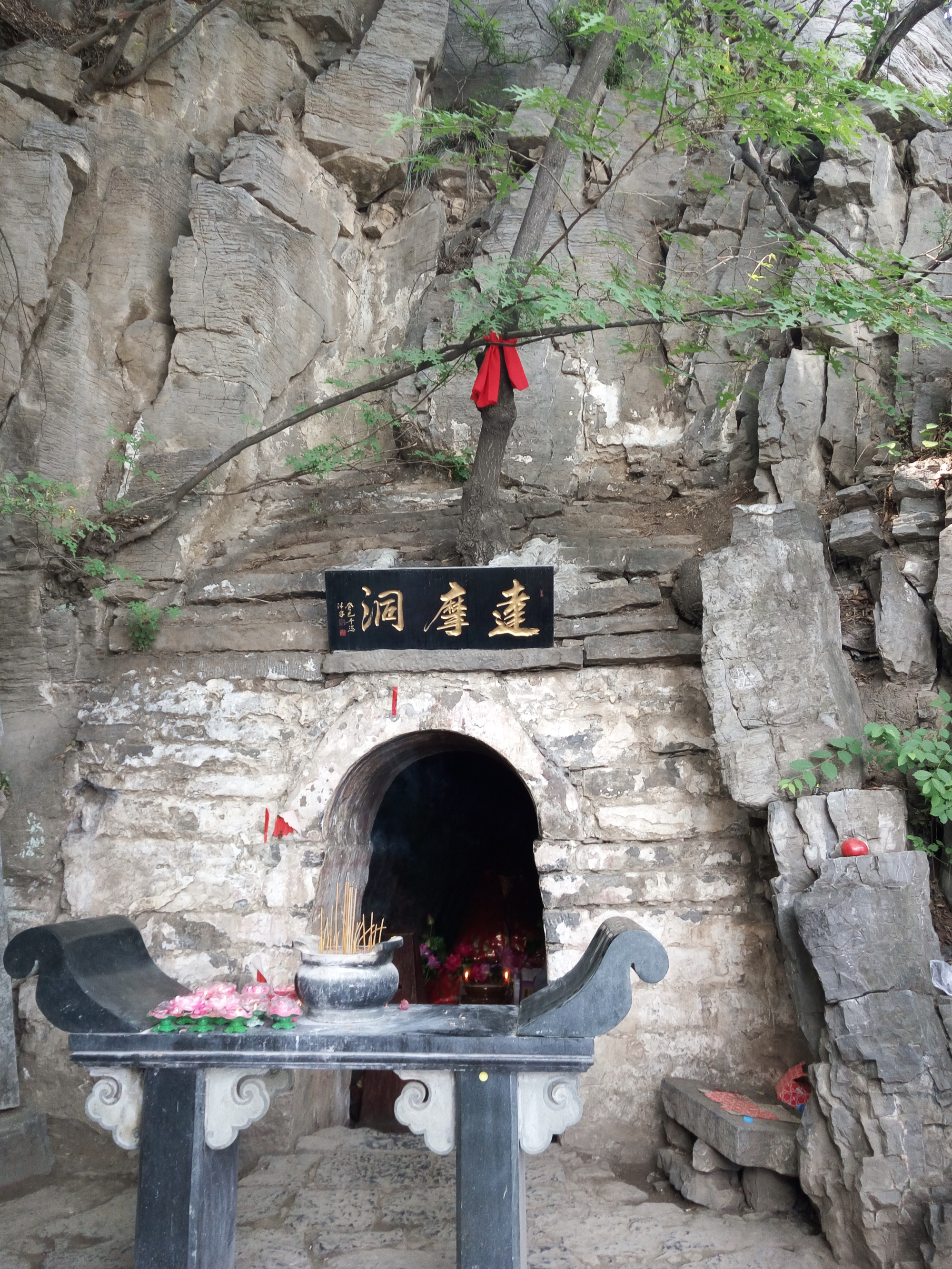
A Hsziung hegyen található Damo barlang, amelyről azt állítják, hogy Bódhidharma kilenc éves meditációjának helyszínéül szolgált.

|   | A kiemelkedő szerzetesek további életrajzai Xù gāosēng zhuàn 續高僧傳 Tao-hszüan 道宣 (596–667) | The Record of the Transmission of the Dharma-Jewel Chuán fǎbǎo jì 傳法寶記 Dù Fěi 杜胐 | Laṅkāvatāra Sūtra mestereinek és tanítványainak nyilvántartása Léngqié shīzī jì 楞伽師資紀記 Csing-csüe 淨覺 (650–683) | Xiǎnzōngjì 显宗记 of Shénhuì 神会 |
| - | ----------------------------------------------------------------------------------------------- | -------------------------------------------------------------------------------------- | --- | --------------------------------- |
| 1 | Bodhidharma                                                                                     | Bodhidharma                                                                            | Bodhidharma | Bodhidharma                       |
| 2 | Huìkě 慧可 (487? – 593)                                                                         | Dàoyù 道育                                                                             | Dàoyù 道育 | Dàoyù 道育                        |
| 2 | Huìkě 慧可 (487? – 593)                                                                         | Huìkě 慧可 (487? – 593)                                                                | Huìkě 慧可 (487? – 593)                                                                                                | Huìkě 慧可 (487? – 593)           |
| 3 | Sēngcàn 僧璨 (d.606)                                                                            | Sēngcàn 僧璨 (d.606)                                                                   | Sēngcàn 僧璨 (d.606)                                                                                                   | Sēngcàn 僧璨 (d.606)              |
| 4 | Dàoxìn 道信 (580–651)                                                                           | Dàoxìn 道信 (580–651)                                                                  | Dàoxìn 道信 (580–651)                                                                                                  | Dàoxìn 道信 (580–651)             |
| 5 | Hóngrěn 弘忍 (601–674)                                                                          | Hóngrěn 弘忍 (601–674)                                                                 | Hóngrěn 弘忍 (601–674)                                                                                                 | Hóngrěn 弘忍 (601–674)            |
| 6 | -                                                                                               | Fǎrú 法如 (638–689)                                                                    | Shénxiù 神秀 (606? – 706)                                                                                              | Huìnéng 慧能 (638–713)            |
| 6 | -                                                                                               | Shénxiù 神秀 (606? – 706) 神秀 (606? – 706)                                            | Xuánzé 玄賾 | Huìnéng 慧能 (638–713)            |
| 7 | –                                                                                               | –                                                                                      | – | Xuánjué 玄覺 (665–713)            |

## Bódhidharma hagiográfiája
John McRae szerint Bódhidharma egy olyan hagiográfiai folyamat tárgyát képezte, amely a csan buddhizmus igényeit szolgálta. Szerinte Bódhidharma pontos életrajzát nem lehet leírni:
„Végül lehetetlen rekonstruálni annak az embernek az eredeti vagy pontos életrajzát, akinek az élete a hagiográfia eredeti nyomaként szolgál – ahol a „nyom” kifejezés Jacques Derrida értelmezésében egy jelenség kezdet nélküli kezdetét jelenti, elképzelt, de intellektuálisan mindig elérhetetlen eredetű. Ennélfogva a modern életrajzírók ilyen kísérlete a Bódhidharma életének végleges rekonstruálására egyaránt kudarcra van ítélve, és szándékában valószínűleg nem különbözik a premodern írók hagiográfiai erőfeszítéseitől.”
McRae álláspontja megegyezik Janagida álláspontjával:
„Janagida nagy történelmi értéket tulajdonít Tanlin tanítvány tanúságának, ugyanakkor elismeri „a sok kirakósdarabka szerű részlet jelenlétét Bódhidharma életrajzával kapcsolatban”. A források jelenlegi helyzetét tekintve lehetetlennek tartja, hogy megbízható beszámolót készítsenek a Bódhidharma életéről.”
Több tudós azt állította, hogy a Bódhidharmáról alkotott kép több évszázadon át a különféle történelmi személyek állítólagos történelmi információinak kombinációjától függött. Bódhidharma, mint történelmi személy valószínűleg sohasem létezett.

## Magyarul
- Yang Jwing-Ming: Qigong. Az örök fiatalság forrása. Da Mo (Bodhidharma) híres tanításai az izmok és inak átalakításáról, valamint a velőtisztításról. Válogatott Qigong-gyakorlatok haladóknak / Qigong. Chang sheng zhi; ford. Szabados Levente; Lunarimpex, Bp., 2005 (Mesterek és harci művészetek)
- Diana & Richard St Ruth:. Vallások világa – A zen buddhizmus. Budapest: Kossuth Kiadó (2000). ISBN 963-09-4183-X